# 宮坂義彦
宮坂 義彦（みやさか よしひこ、1931年 - 2020年8月30日）は、日本の教育学者。専門は、教育方法学（授業研究）。

## 略歴
長野県諏訪郡下諏訪町出身。長野県諏訪中学校（現・長野県諏訪清陵高等学校・附属中学校）を経て、東京大学教育学部学校教育学科卒業。春日部市立春日部中学校、埼玉県立大宮商業高等学校、東京大学勤務を経て、岡山大学教育学部助教授。三重大学教育学部教授。定年退官後、聖路加看護大学（現・聖路加国際大学）教授。2000年ノートルダム清心女子大学教授。この間、日本教育心理学会、全国大学国語教育学会、日本教育学会、日本教育方法学会所属。1973年斎藤喜博と共に教授学研究の会設立、世話人。1990年授業研究の会を設立、1997年より公開研究集会を開催。

## 著書

### 共著
- 『教科教育法・小学校』日本標準 1981年（「授業の展開」）
- 『小学校教材論』教育出版センター 1986年（「よい教材の特性と教材評価の方法―追求の授業からみた場合―」）
- 『小学校授業論』和泉書院 1992年（「授業における子どもの学習能力の形成―追求形態の授業の場合―」）
- 『主体的に学ぶ授業をつくる』ぎょうせい 2000年（「子どもが主体的に学ぶ授業づくり」）
- 『追求の授業に生きる』 平田治 編・解説 一莖書房 2022年